# Almendra (groupe)
Pour l’article homonyme, voir Almendra.
Almendra est un groupe de rock argentin, originaire de Buenos Aires. Il est formé en 1967 dans le quartier de Belgrano, par Luis Alberto Spinetta (guitare et voix), Edelmiro Molinari (guitare et chœurs), Emilio del Guercio (basse et chorales) et Rodolfo García (batterie). Avec Manal et Los Gatos, il est considéré comme un groupe fondateur du rock argentin. En 1980 et 2009, le groupe se réunit à deux reprises après sa séparation en 1981. Almendra I est considéré par le magazine Rolling Stone 6e meilleur album du rock argentin, et Almendra II est classé 40e. Leur morceau Muchacha est classée deuxième meilleure chanson de rock argentin de tous les temps.

## Biographie

### Origines

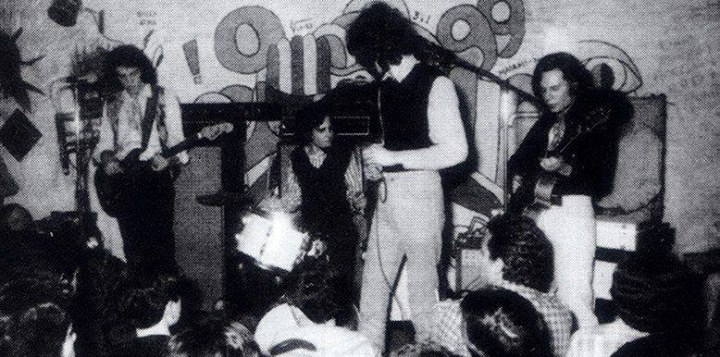
Zapada entre Claudio Gabis, Emilio del Guercio, Rodolfo García et Luis Alberto Spinetta (trois membres d'Almendra) en 1969.

Les origines d'Almendra peuvent être retracées à 1965, depuis deux groupes de rock du quartier Bajo Belgrano de Buenos Aires : Los Larkins et Los Sbirros. Los Larkins était dirigé par Rodolfo García, futur batteur d'Almendra, un garçon relativement « grand », quatre ans plus âgé que « El Flaco » Spinetta. García aussi, bien que résidant dans le même quartier, a étudié dans une école publique industrielle et a travaillé dans un atelier mécanique, ce qui le différencie socialement du groupe qui composerait le reste du groupe. L'autre groupe qui donnera naissance à Almendra est Los Sbirros, composé d'étudiants que Spinetta fréquentait, et qui était dirigé par Edelmiro Molinari, qui se distinguait par sa maîtrise de la guitare électrique. Il faisait aussi participer Emilio del Guercio et son frère Angel. Spinetta commencée au sein de Los Larkins, mais le fait qu'il jouait simultanément dans les deux groupes fera qu'ils fusionneront.
Spinetta fréquentait l'école catholique San Román, dans son quartier. Il était camarade de classe de del Guercio, et entretenaient une étroite amitié, partageaient des passions, les goûts musicaux et artistiques, formant finalement un duo, appelé Bundlemen, en parallèle à Los Larkins et Los Sbirros, et un journal dans lequel ils dessineront et satiriseront leurs professeurs et le système éducatif de l'époque. Ils reprennent des morceaux des Beatles, et jouent aussi les leurs en castillan.
Los Larkins modifient leur formation puis leur nom, d'abord en Los Masters puis en Los Mods. Avec ce nom, ils enregistrent en 1966 deux morceaux en anglais que sont Faces and Things et Free. Peu à peu, les Mods et les Sbirros fusionnent, jusqu'à former un quintet intégré par Spinetta (voix), Rodolfo García (batterie), Emilio del Guercio (basse), Edelmiro Molinari (guitare) et Santiago « Chago » Novoa (claviers). C'est vers la fin 1966 que del Guercio et Spinetta, 16 ans, lancent les bases de ce que deviendra Almendra

### Débuts

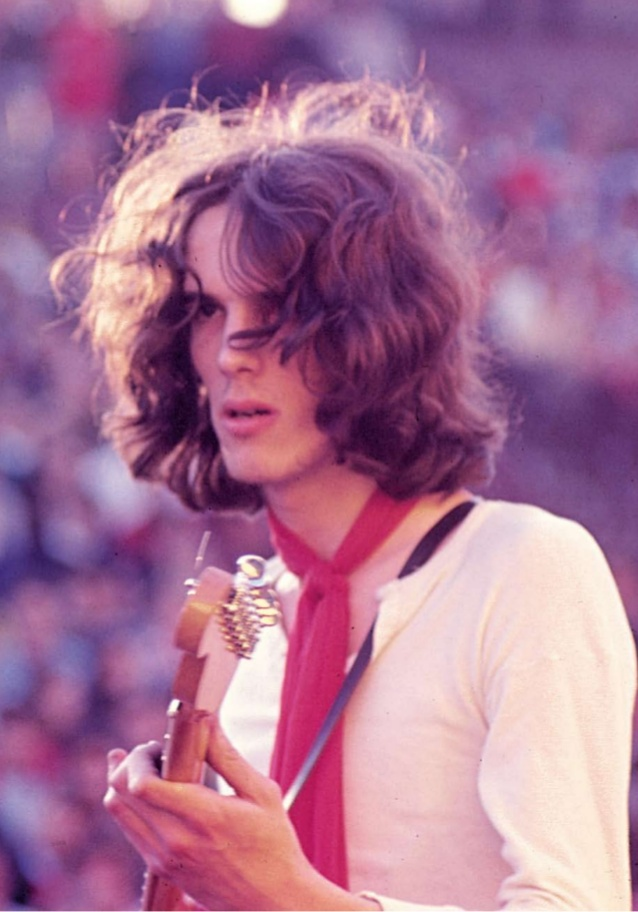
Spinetta avec Almendra au Festival Pinap, en 1969.

Almendra est paré à commencer l'année 1967, mais un contre-temps vient se greffer au parcours ; Rodolfo García est convoqué pour son service militaire,. Cet événement retarde le départ du groupe pendant un an. En attendant, Luis Alberto et Emilio terminent le secondaire, tout en continuant de jouer en duo Bundlemen et Los Sbirros. En juin 1967, García répète pour la première fois avec le groupe pendant une journée de congé.
Une fois la formation stabilisée, le groupe se nomme initialement Los Beatniks. En mars 1968, après avoir terminé leur tournée estivale, ils sont invités à jouer au Festival de Ancón, au Pérou, où font deux présentations, et jouent le 24 mars leur première représentation publique à Buenos Aires, à l'Institut Di Tella, dans le cadre d'un projet intitulé Tres espectáculos beat. Deux semaines plus tard, ils se produisent au Teatro del Globo à Buenos Aires, jouant plusieurs chansons de Spinetta qui intégreraient le premier album studio, comme Fermín, Figuración et Ana no duerme.

### Almendra IetII
Le groupe sort deux singles (Hoy todo hielo la ciudad/Campos Verdes et Tema de Pototo/Final) et réalise deux clips (Campos verdes et El Mundo entre las manos), considéré comme l'un de leurs premiers clips, même si c'est celui de Los Gatos. Entretemps, ils publient le single Muchacha (ojos de papel) qui remportera un succès pop franc national.
À la fin 1969, leur label RCA Records publie un single avec Tema de Pototo et Final. Ils publient leur premier album studio, Almendra I, le 15 janvier 1970, qui est un véritable succès critique national, considéré comme le meilleur album de rock argentin et le meilleur du monde. Sur cet Spinetta participe à sept morceaux : Muchacha (ojos de papel), Figuración, Ana no duerme, Fermín, Plegaria para un niño dormido, A estos hombres tristes, et Laura va. Les autres deux morceaux sont Color humano d'Edelmiro Molinari et Que el viento borró tus manos d'Emilio del Guercio.
Avant sa séparation, le groupe annonce et publie un second album, Almendra II, qui comprend des nouveautés comme Rutas argentinas, Los Elefantes (en réaction au film  Mondo Cane), et Parvas, un morceau qui est plus dans l'esprit psychédélique. Rolling Stone le considère comme l'un des 40 meilleurs albums de rock argentin.
Le groupe revient occasionnellement en 1981, puis en 2009.

## Discographie
- 1969 : Almendra
- 1970 : Almendra II
- 1980 : El valle interior